# Эргоним
Эргоним — название предприятий или организаций, осуществляющих деятельность в различных сферах жизни общества (политической, экономической, социальной, духовной). Примерами подобных деловых объединений граждан могут служить творческие союзы, международные организации, учебные заведения, спортивные общества, фирмы, корпорации.
Термин «эргоним» получил широкое распространение в последние десятилетия, начиная с 80-х гг. XX века, под влиянием процессов урбанизации, глобализации, трансформации городской среды. Эргонимы стали значимым показателем социальных и культурных процессов, своеобразным мерилом повседневной жизни мегаполисов и единицей городского ономастикона. С их помощью можно составить актуальную языковую карту любого населенного пункта, оценить его индивидуальность и потенциальную коммерческую привлекательность.

## Этимология
Термин эргоним (от греч. ἔργον «работа, дело, творение» и όμονα- «имя») впервые был использован Н. В. Подольской в «Словаре русской ономастической терминологии».
Этот всемирно известный справочник по ономастике был издан в 1978 году, а затем переиздан в 1988 году.

## Определения
Несмотря на то, что в 2000-е годы в российской и европейской лингвистике появились свежие научные исследования по эргонимии, существующая проблема упорядочения и систематизации терминологического аппарата остается по-прежнему нерешённой. Представители различных лингвистических школ по-разному трактуют термин эргоним, наделяя его как более узким, так и более широким содержанием.
В работах известных российских лингвистов (Н. Шимкевич, Т. Шмелева, А. Емельянова) этот термин, как правило, используется в качестве имени собственного для обозначения объединения граждан по виду и направлению деятельности. Некоторые исследователи применяют дополнительные термины: коммерческие эргонимы (Н. Шимкевич), фирмоним (Т. Николаева, В. Коршунова), эргоурбоним (Ю. Вайрах).
Немецкие лингвисты рассматривают это понятие в расширенной трактовке. К эргонимам помимо названий коммерческих предприятий, общественных организаций и союзов они также относят наименования продуктов, торговые марки (бренды), названия религиозных сооружений, культурных объектов и даже произведений искусства.
Схожей трактовки придерживаются финские лингвисты (П. Хеблум), однако для обозначения названий товаров и фирм они предпочитают использовать термин коммерческое наименование. Эргоним же с их точки зрения больше подходит для определения религиозных организаций, административных областей, учреждений культуры и образования.

## Примеры
| Тип                   | Примеры                                                           |
| --------------------- | ----------------------------------------------------------------- |
| Отели                 | Гостиница «Метрополь»                                             |
| Корпорации, холдинги  | «Роснано», «Вертолеты России»                                     |
| Организации           | Международный комитет Красного Креста, ООН                        |
| Агентства             | Агентство по страхованию вкладов                                  |
| Магазины              | Лента, Дикси, Детский Мир                                         |
| Школы                 | «Физтех-Лицей» им. П. Л. Капицы                                   |
| Больницы              | Европейский Медицинский Центр                                     |
| Кинотеатры            | Киномакс, «Октябрь»                                               |
| Рестораны             | «Турандот», «Палкин»                                              |
| Библиотеки            | Российская государственная библиотека                             |
| Театры                | Большой театр, Мариинский театр                                   |
| Стадионы              | «Лужники», «Газпром Арена», «Ак Барс Арена»                       |
| Банки                 | ВТБ, Альфа-банк                                                   |
| Социальные учреждения | Социально-реабилитационный центр для несовершеннолетних «Надежда» |

## Образование
Для образования нового эргонима можно использовать различные способы. Российские исследователи предлагают авторские классификации этих способов. В частности, Т. Романова выделяет семантический и словообразовательный способы. М. Курбанова предложила расширенную классификацию, включающую в себя:
1. Морфемную деривацию (аффиксация, словосложение);
2. Субстантивацию;
3. Лексико-синтаксический способ;
4. Аббревиацию;
5. Усечение;
6. Языковую игру;
7. Заимствование;
8. Лексико-синтаксическую онимизацию;
9. Лексико-стилистическую онимизацию.

Типичные примеры: аффиксации (Интерспорт), словосложения (Спортмастер), субстантивации (Командирский, Столичная), лексико-синтаксический (Бархатные ручки), аббревиации (МТС, Роснефть), усечения (Tele), языковой игры (Читай-город), заимствования (Тетатет).

## Функции
Современные российские и европейские исследователи выделяют несколько основных функций эргонимов: номинативную, информативную, рекламную, эстетическую.
Номинативная функция, как следует из её названия, необходима для идентификации фирмы, организации или продукта. Информативная функция способствует привлечению внимания, указывает на важные характеристики объекта. Рекламная функция помогает возбудить интерес, правильно сориентировать потенциального потребителя. Эстетическая функция призвана настроить клиента на позитивный лад, вызвать у него приятные ассоциации. Для этого используются эргонимы, мотивированные именами исторических деятелей, знаменитостей, персонажей литературных произведений, экзотическими топонимами, названиями птиц и животных, женскими именами